# Stęszyce (Ustronie Morskie)
Stęszyce – część wsi letniskowej Ustronie Morskie, położonej w Polsce nad Morzem Bałtyckim, w województwie zachodniopomorskim, powiecie kołobrzeskim, gminie Ustronie Morskie. Stęszyce znajdują się w południowej części wsi w okolicach ulicy Polnej, drogi krajowej nr 11 i linii kolejowej nr 402. 
W latach 1975–1998 miejscowość administracyjnie należała do województwa koszalińskiego.